# Classe Conte di Cavour
La classe Conte di Cavour fu un tipo di navi da battaglia in servizio nella Regia Marina durante la prima e la seconda guerra mondiale.
La classe Conte di Cavour era formata da tre unità: Conte di Cavour, Giulio Cesare e Leonardo da Vinci. Lo strano destino di queste navi fu quello di essere state distrutte, non in battaglia, ma mentre erano ormeggiate all'interno delle loro basi.

## Costruzione

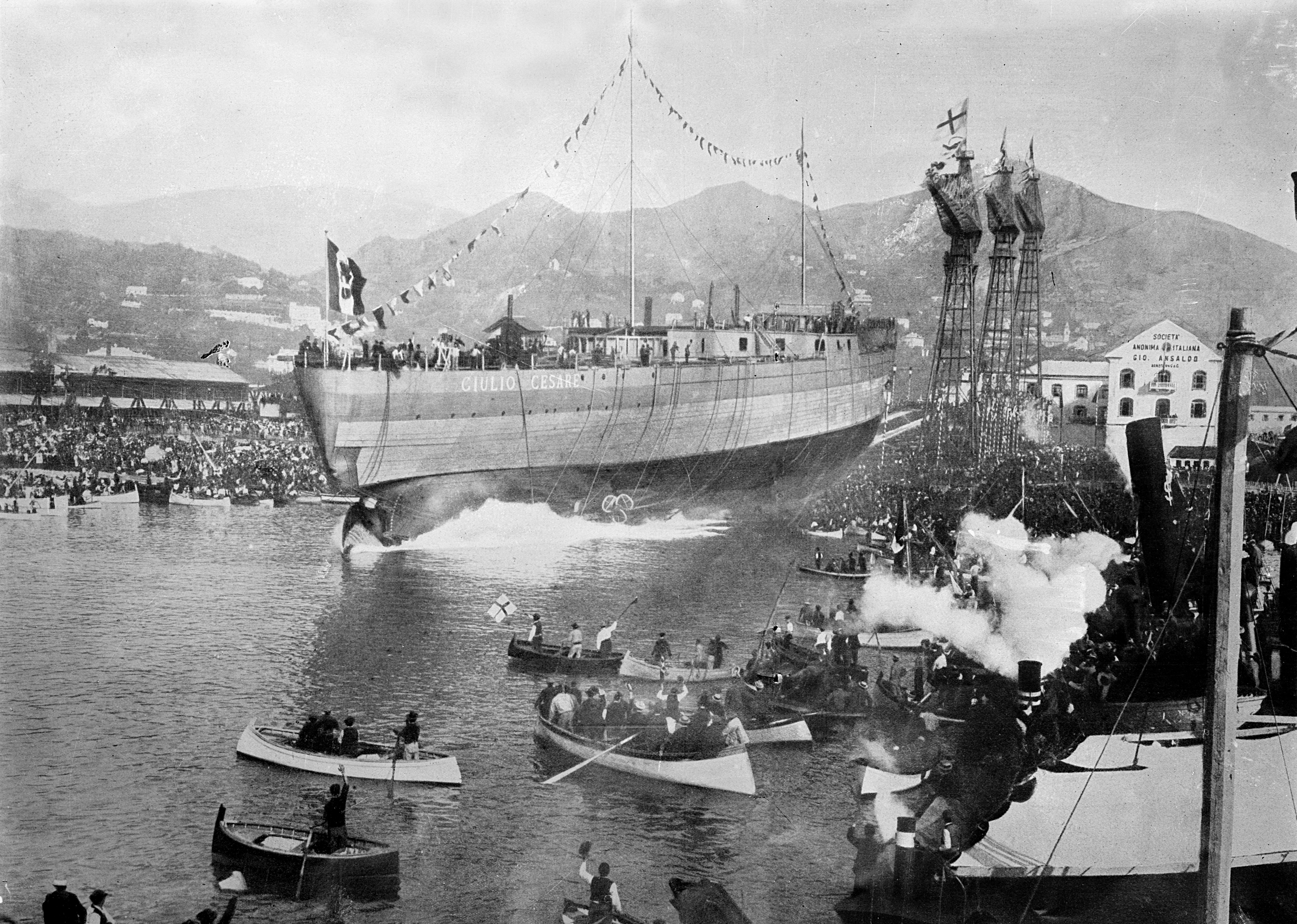
Varo del Giulio Cesare a Sestri Ponente il 15 ottobre 1911.

Le tre navi della classe furono ordinate rispettivamente il 31 luglio 1908 per il Conte di Cavour, presso il Regio Arsenale di La Spezia, il 10 settembre 1910 per il Giulio Cesare, presso il cantiere Ansaldo di Sestri Ponente ed il 7 settembre 1910 il Leonardo da Vinci, presso il cantiere Odero di Genova.
La costruzione subì notevoli ritardi dovuti a varie cause, tra cui l'impegno del Regno d'Italia nella guerra italo-turca. Il Conte di Cavour fu il primo ad essere varato, il 10 agosto 1911, e l'ultimo ad entrare in servizio, il 1º aprile 1915. Leonardo da Vinci e Giulio Cesare furono varati rispettivamente il 14 e il 15 ottobre 1911 ed entrarono in servizio il 17 e 14 maggio 1914.
Le navi della classe furono progettate da Edoardo Masdea, presidente del comitato per il progetto delle navi della Regia Marina. Lo scafo presentava una prua rotondeggiante, nell'opera viva, abbandonando dopo 40 anni la prua a sperone delle unità precedenti, era dotato di un doppio fondo a struttura cellulare al di sopra del quale vi era un triplo fondo completo per la protezione dai danni da mina o siluro. Lo scafo era dotato numerosi compartimenti stagni e da quattro paratoie stagne orizzontali e 19 trasversali. Le navi presentavano tre ponti principali continui: ponte paraschegge, ponte di batteria e ponte di coperta. Sulla coperta, dalla torre sopraelevata di poppa fino a prua si estendeva una cittadella corazzata che conteneva le batterie da 120/50 mm.

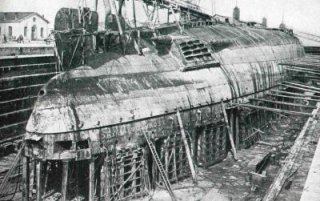
Scafo del Leonardo da Vinci rovesciato sullo scalo, si notano il doppio timone in tandem, due degli assi portaelica di sinistra e la bocca del lanciatore dei siluri di poppa

La nave era dotata di due timoni semicompensati, posti uno dietro l'altro, quello più verso prua aveva la superficie grande un terzo di quello a poppa. Potevano essere mossi indipendentemente ed era previsto l'azionamento manuale in caso di avaria ai servomotori, tramite quattro grandi ruote azionate da una squadra di 16 uomini.

## Impianti
L'apparato motore delle Cavour era costituito da tre gruppi indipendenti di turbine tipo Parsons, disposti in tre compartimenti separati a centro nave, due laterali e uno centrale che agivano su quattro assi portaeliche. Ogni gruppo di turbine era costituito da una turbina di alta pressione e da una di bassa pressione. Le due turbine sia di alta sia di bassa pressione dei gruppi laterali azionavano i due assi esterni, mentre quella ad alta pressione del gruppo centrale azionava l'asse centrale interno di sinistra e quella a bassa pressione l'asse centrale di dritta. La turbina di marcia indietro nei gruppi laterali era incorporata nella turbina di bassa pressione, mentre il gruppo centrale era dotato di due turbine di marcia indietro, una per ciascun asse. Le sei turbine di marcia avanti, che agivano sui quattro assi portaeliche, sviluppavano una potenza complessiva di 31 000 cavalli, mentre le quattro turbine di marcia indietro, sviluppavano 14 000 cavalli.
La produzione di vapore per il funzionamento delle turbine era assicurata sul Giulio Cesare da ventiquattro caldaie Babcock-Wilcox, di cui dodici con combustione a nafta e dodici con combustione mista carbone e nafta e su Cavour e Leonardo da Vinci, da venti caldaie Blechhynden, di cui otto con combustione a nafta e dodici con combustione mista carbone e nafta. Ciascuna caldaia, dotata di polverizzatori tipo Thornycroft, era collegata alle tubolature principali e sussidiarie di vapore.
Nell'andatura di tutta forza il vapore veniva introdotto direttamente ed indipendentemente in ciascuna delle tre turbine di alta pressione, da dove passava e si espandeva nelle corrispondenti turbine di bassa pressione per poi scaricarsi nei rispettivi condensatori. Per le andature a velocità ridotta venivano tenute in azione o solo i due gruppi laterali o il solo gruppo centrale mentre gli assi delle turbine non alimentate giravano folli trascinati dalle eliche. L'andatura di crociera si otteneva mediante il funzionamento dei tre gruppi in serie, con il vapore che entrava nella turbina di alta pressione laterale destra, per poi passare a quella di alta pressione laterale sinistra e successivamente nelle turbine di alta e bassa pressione centrali, per poi scaricarsi nel condensatore centrale.
La capacità delle stive era di 1.450 t di carbone e 850 t di nafta che permetteva un'autonomia di 4.800 miglia ad una velocità di 10 nodi e 1.000 miglia ad una velocità di 22 nodi.
L'energia per gli impianti di bordo, tra cui gli otto proiettori per il combattimento notturno, veniva fornita da tre centrali composte da due gruppi elettrogeni azionati da turbine a vapore per una potenza complessiva di 150 000 W a 110 V continui.

## Protezione
La protezione era distribuita su una cintura continua, attorno ai fianchi della nave, e sul ridotto che si estendeva dalla torretta sopraelevata di poppa fino a prua. La cintura, larga 2,8 m, di cui il 57% sopra linea di galleggiamento, aveva spessore massimo 250 mm e si assottigliava fino a 100 mm a prua ed a 120 mm a poppa. La cittadella era protetta da una corazza di 220 mm di spessore. Il ponte era protetto da due strati da 12 mm e nelle parti inclinate, raggiungeva i 40 mm totali. Le torrette avevano una protezione frontale di 280 mm e di 220 mm ai lati. La torre di comando di prua aveva una protezione di 280 mm mentre quella di poppa era solo di 160 mm. I pezzi da 120/50 mm avevano una protezione da 130 mm. Le 5.150 t (circa un quarto del dislocamento) di acciaio al nichel, che formava la protezione delle navi, era fornito da ditte statunitensi ed inglesi e sottoposto a cementazione, secondo il processo Krupp, presso le acciaierie di Terni.
Le navi furono dotate di un sistema di reti metalliche parasiluro che venivano tese da un sistema di bracci buttafuori intorno alla nave. Il sistema poteva essere impiegato praticamente solo con le navi all'ancora. In navigazione, le reti venivano arrotolate e fissate, con i loro bracci, sui fianchi della nave. Tale sistema fu eliminato da tutte le navi della Regia Marina nel corso del 1916.

## Armamento
L'armamento principale si componeva di tredici cannoni da 305/46 Mod. 1909 ripartiti in cinque torri di cui tre trinate, disposte una a poppa, una a prua ed una a centronave, e due binate sopraelevate rispetto alle due torri di poppa e di prua. Le torri corazzate di questi cannoni erano brandeggiabili mediante sistema sia idraulico che elettrico, mentre l'elevazione delle munizioni dai depositi, il caricamento e la manovra delle grosse artiglierie all'interno le torri erano solamente idraulici.
I cannoni del Giulio Cesare furono costruiti a Pozzuoli dalla ditta Armstrong, dovevano essere consegnati il giugno 1912, ma furono consegnati solo il marzo 1914. Anche quelli del Leonardo da Vinci, della Vickers-Terni, furono consegnati un anno dopo i termini. Per quelli del Cavour, sempre della Vickers-Terni, dato l'eccessivo ritardo, fu deciso di utilizzare quelli già pronti dell'Andrea Doria.

Il Conte di Cavour dall'alto nei primi anni di servizio

L'armamento minore costituito da diciotto cannoni da 120/50 Mod. 1909 mm suscitò delle perplessità, sia perché ritenuto insufficiente contro i cacciatorpediniere più moderni, sia perché sulle navi di altre marine, come quella francese o austriaca, in costruzione nello stesso periodo, erano previste bocche da fuoco di calibro maggiore, tanto che questi cannoni sulle successive Duilio vennero sostituiti da sedici cannoni da 152/45 mm, con la rinuncia a due bocche da fuoco, che però veniva ampiamente compensato dalla maggiore gittata dei nuovi cannoni e dal più consistente peso dei loro proiettili.
L'armamento minore era poi completato da 14 cannoni da 76/50 mm su 30 sistemazioni volanti dove potevano essere spostati, montati e smontati, a seconda dei casi.
La manovra delle artiglierie da 120 mm e dei pezzi minori era esclusivamente manuale.
Successivamente furono montati, sul tetto delle torrette, 13 cannoni da 76/50 mm per il tiro antiaereo montati su affusti modificati per consentire una maggiore elevazione. e 6 cannoni da 76/40 mm su i due lati della cittadella.
Inoltre furono aggiunte due mitragliere Vickers 40/39 mm, sempre in funzione antiaerea, sul castello di prua.
La direzione del tiro fu migliorata dopo i primi anni di servizio con l'introduzione di centrali di tiro, apparecchi di punteria generale e telemetri.
L'armamento silurante era costituito da tre tubi lanciasiluri da 450 mm, due verso prua del tipo E 450/1909 ed uno poppiero del tipo D 450/1908, ognuno dei quali dotato di tre siluri.

## Servizio

### Prima guerra mondiale
Conte di Cavour e Giulio Cesare durante la guerra non presero parte a missioni attive, a causa della politica passiva adottata dalle Marine italiana ed austriaca, mentre il Leonardo da Vinci andò perduto il 2 agosto 1916 mentre era all'ancora nel porto di Taranto a seguito di un sabotaggio nemico.
Il Conte di Cavour che il 24 maggio 1915, all'entrata in guerra dell'Italia contro l'Impero austro-ungarico, divenne la nave di bandiera del vice-ammiraglio Luigi Amedeo di Savoia Duca degli Abruzzi, trascorse infatti 966 ore in esercitazioni e solo 40 ore in tre azioni di guerra incruente, mentre il Giulio Cesare in totale, durante il conflitto, venne impiegato 31 ore in missioni di guerra in azioni di ricerca del nemico e 387 in attività addestrativa senza venire mai impiegato in azioni di combattimento.

### Periodo tra le due guerre
Al termine del conflitto, il Leonardo da Vinci venne recuperato nel 1919 per essere riparato, ma le riparazioni, avviate, non vennero portate a termine ed il 22 settembre 1923 venne radiata ed avviata alla demolizione.
Dopo la guerra, il Cavour e Giulio Cesare presero parte a una crociera propagandistica nel Nord America, toccando i porti di Gibilterra, Ponta Delgada, Faial, Halifax, Boston, Newport, Tompkinsville, New York, Filadelfia, Annapolis e Hampton Roads.
Nella tarda estate del 1923 in occasione della Crisi di Corfù, le due corazzate, insieme alle Duilio attaccarono l'isola greca di Corfù, come rappresaglia per l'uccisione di rappresentanti italiani a Giannina. Al termine della crisi le unità navali italiane fecero rientro a Taranto alla fine di settembre.
Nel corso degli anni venti le due unità vennero sottoposte a vari lavori di ammodernamento con modifiche dell'armamento antiaereo.
Nel 1924 fu installata una nuova centrale di tiro posta in una coffa sostenuta da un traliccio a quattro montanti davanti al fumaiolo di prua, in sostituzione del più basso albero tripode preesistente.
Nel 1925, analogamente alle Duilio sulle due unità era stato imbarcato un idrovolante da ricognizione Macchi M.18, che venne sistemato sul cielo della torre centrale, in un'apposita sella brandeggiabile per poter orientare, secondo la direzione del vento, il velivolo, che veniva messo in mare ed issato a bordo per mezzo di un albero di carico. Nel 1926, solo sulla Conte di Cavour, per il lancio dell'idrovolante era stata anche installata una catapulta davanti alla torretta di prua, sul lato di sinistra.
Il 12 maggio 1928 il Conte di Cavour venne posta in disarmo a Taranto, mentre nello stesso anno il Giulio Cesare venne destinato a compiti di nave scuola. Nell'ottobre 1933 le due corazzate vennero trasferite rispettivamente a Trieste e a Genova per essere sottoposte fino al 1937 a grandi lavori di ricostruzione ed in questa configurazione avrebbero preso parte al secondo conflitto mondiale.

## La ricostruzione

### Progetto
Il progetto di trasformazione fu affidato al generale del Genio Navale, Francesco Rotundi del comitato progetto navi della Marina.
I lavori furono assegnati ai Cantieri del Tirreno di Genova per il Cesare e per il Cavour i Cantieri Riuniti dell'Adriatico di Trieste.
La ricostruzione, che per entrambe le navi iniziò nel 1933, ed ebbe termine nel 1937, lasciò inalterato solo il 40% della struttura originale, riutilizzando in pratica solamente lo scafo e la corazzatura di murata, per il resto si trattò di una trasformazione radicale che cambiò il profilo delle due unità, con profonde modifiche allo scafo, la cui lunghezza venne aumentata di 10,3m con il castello di prua che risultò allungato, allargato nella parte poppiera e proseguito nella sovrastruttura centrale con i due fumaioli che risultarono più bassi e più ravvicinati. Venne eliminato uno dei due alberi, quello che si trovava immediatamente dietro al torrione e mantenuto solamente quello poppiero che risultò più arretrato. Per contribuire ad aumentare la velocità della nave e per ottenere un miglior rendimento del nuovo apparato motore, di cui le unità vennero dotate, si dovette aumentare il coefficiente di finezza dello scafo, ottenuta mediante la sovrapposizione di una nuova prora alla vecchia con l'opera viva dotata di un bulbo. Vennero costruiti anche nuovi ponti corazzati ed alla fine le modifiche portarono il dislocamento delle due unità a 29000 tonnellate. La parte poppiera, tranne l'abolizione di due assi portaeliche più esterni, non venne modificata ed i due timoni rimasero gli stessi.

### Protezione
La protezione, sia verticale che orizzontale, subì solamente dei minimi ritocchi. La cintura verticale, al galleggiamento, mantenne lo spessore, assolutamente insufficiente per delle navi che avrebbe probabilmente dovuto sostenere combattimenti con navi armate con cannoni da 381 mm, mentre per rendere le due unità meno vulnerabili alle bombe di aereo, particolarmente a centro nave in corrispondenza dell'apparato motore, vennero applicate sul ponte di protezione, due strati da 12 mm di lamiere di acciaio. La protezione orizzontale era costituita da un ponte di corridoio da 80 mm, uno di coperta da 13 mm e uno di sovrastruttura da 18+24 mm, con spessori inferiori a prora e a poppa
Allo scopo di aumentare la protezione, intorno ai basamenti cilindrici delle torri di grosso calibro, vanne applicata una corazzetta di 50 mm di spessore, che sulle Duilio venne praticamente addossata al vecchio basamento cilindrico, mentre sulle Cavour venne sistemata ad una distanza di 50cm dalla protezione vera e propria, così, mentre ai fini della protezione la corazzatura in quei punti non presentava variazioni rilevanti, dal punto di vista estetico le Cavour si presentavano con le torri poggiate su basamenti più massicci.

Il sistema Pugliese

La protezione della nuova torre comando era di 260 mm con il torrione corazzato che inglobava sia la plancia sia la stazione per la direzione del tiro.
Molto interessante era la protezione subacquea, denominata "cilindri assorbitori modello Pugliese" dal nome dell'ingegnere e generale del Genio Navale che la progettò. Tale protezione, la cui efficacia rimane controversa e non è stata né confermata né smentita dalle vicende belliche, consisteva in due lunghi cilindri deformabili, che posti lungo la murata, all'interno di una paratia piena, avevano il compito di assorbire la forza dell'onda d'urto provocata dall'esplosione di un siluro o di una mina, disperdendola all'interno del cilindro. Le Cavour furono le prime navi ad adottare questo sistema di protezione, che successivamente venne adottato anche nella ricostruzione delle Duilio e nella costruzione delle Littorio.

### Propulsione
Le modifiche riguardarono anche la propulsione, con l'installazione di nuovi motori dalla potenza di 75 000 cv, che nelle prove a tutta forza giunsero a sviluppare una potenza di 93 000 e consentivano alle unità di raggiungere una velocità di 28 nodi. La produzione del vapore era assicurata da otto caldaie a tubi d'acqua del tipo Yarrow con surriscaldatori, dotate di sette bruciatori a nafta tipo Meiani ciascuna. Il vapore alimentava due gruppi indipendenti di turbine Belluzzo che azionavano due assi con eliche tripale. Vennero eliminati due dei quattro assi, mentre caldaie e gruppi turboriduttori trovarono posto in posizione centrale a poppavia del torrione comando. Ogni gruppo turboriduttore era composto da una turbina di alta pressione, da due di bassa pressione, che comprendevano una sezione per la marcia indietro e da un riduttore. Uno era installato in un compartimento a poppavia delle caldaie di sinistra mentre l'altro in un compartimento a prua del locale caldaie di destra.
L'apparato motore mostrò sempre grande affidabilità, non essendosi mai verificate mai avarie di grave entità ed avendo sempre retto abbastanza bene anche agli sforzi prolungati di navigazione a tutta forza.

### Armamento
L'armamento principale nei lavori di ricostruzione vide l'eliminazione della torre a centronave e la ri-tubazione delle altre torri da 305/46 a 320/44, per cui la configurazione finale presentò un totale di 10 cannoni da 320/44 mm suddivisi fra due torri trinate, disposte a prua ed a poppa, e due torri binate sopraelevate, anch'esse una a prua ed una a poppa. La gittata massima di questi cannoni che sparavano proiettili del peso massimo di 525 kg era di 28 600 metri all'elevazione di 27°. Le torri binate avevano un peso di 539 tonnellate mentre il peso di quelle trinate era di 733 tonnellate e la velocità di brandeggio era di 5° al secondo. L'armamento principale con l'aumento del calibro e con la maggiore elevazione tuttavia non migliorò, poiché alla maggior gittata non corrispose una buona precisione del tiro.
Venne costruito una nuova torre comando corazzata, di forma tronco-conica, non molto elevata che portava alla sommità una torretta rotante con due stereotelemetri aventi una base di 7,2 m per il calcolo della distanza dei bersagli e le apparecchiature per la direzione tiro dei calibri principali.
Il torrione ospitava la direzione di tiro occupata dal Primo Direttore di Tiro che tramite l'A.P.G. (Apparecchio di Punteria Generale) assegnava il bersaglio e comandava il fuoco delle batterie principali. La direzione di tiro era direttamente connessa con la Centrale di Tiro, posta alla base del torrione.
Nel caso di avaria della stazione di tiro sul torrione il fuoco dei cannoni principali poteva essere diretto dalla torre di prua superiore o da quella di poppa, subito dietro il fumaiolo, che ospitavano un telemetro da 9 m di base e la punteria della torre poteva sostituire l'A.P.G. asservendo le altre torri.
L'armamento secondario fu totalmente modificato sbarcando tutti i vecchi cannoni e dopo la ricostruzione venne costituito da 12 cannoni da 120/50 mm, in 6 torrette binate OTO Mod. 1933, dal peso ciascuno di 33,46 tonnellate, disposte tre per lato, che sparavano proiettili da 23,15 kg alla distanza di 22 000 metri, alla massima elevazione che era di 45°.
L'armamento antiaereo principale era costituito da 8 cannoni OTO 100/47 Mod. 1928 mm in torrette singole del peso di 14,8 tonnellate ciascuna, 4 per ogni lato della nave, che sparavano proiettili del peso di 13,8 kg ad un'altezza di 10 000 metri. I cannoni 100/47 R.M. utili anche in compiti antinave erano la riproduzione dei vecchi Skoda da 100 mm ex austriaci, che con l'aumento della velocità dei velivoli e con le nuove forme di attacco in picchiata si mostrarono insufficienti alla difesa aerea e rivelavano una certa utilità solo nel tiro di sbarramento, tanto che ovviare a tali inconvenienti venne approntato il complesso singolo modello Ansaldo 90/50 Mod. 1939 con affusto stabilizzato che però trovò impiego solamente sulle Duilio e sulle Littorio ma non sulle Cavour.
Completavano l'armamento antiaereo 16 cannoni Breda 37/54 e dodici da 20/65 mm, con i cannoni da 37 mm che avevano una cadenza di tiro di 120 colpi al minuto, e sparavano proiettili del peso di 1,63 kg alla quota di 5 000 metri e venne infine installata una moderna centrale di tiro. Vennero anche rimossi i tubi lanciasiluri.
Furono installate due catapulte tipo "Gagnotto" per il lancio di 4 idrovolanti IMAM Ro.43 che venivano assicurati sopracoperta in navigazione. L'installazione interferiva con il fuoco dei calibri minori e fu rimossa senza vedere impiego operativo.
| Profilo e pianta prima della ricostruzione | Profilo e pianta dopo la ricostruzione |

### Considerazioni sull'utilità dei lavori di ricostruzione

il Conte di Cavour dopo la ricostruzione

Si è a lungo dibattuto sull'utilità della ricostruzione delle Cavour e successivamente delle Duilio ed i detrattori sostengono che con il costo sostenuto si sarebbero potute costruire una nave da battaglia nuova che in un futuro conflitto avrebbero potuto rivelarsi più utile. Le navi ricostruite in effetti operarono attivamente solo nel primo periodo della seconda guerra mondiale supplendo ad un vuoto nella linea italiana colmato poi con l'entrata in servizio delle Littorio, conseguentemente vennero impiegate in compiti secondari.
Le Cavour avevano un armamento antiaereo piuttosto scarso che venne migliorato sulle successive Duilio e furono le uniche navi da battaglia italiane a non avere i moderni cannoni antiaerei da 90 mm mentre un altro difetto fu la limitata corazzatura unita ad una non idonea compartimentazione e ad una non eccelsa robustezza strutturale, dimostrata dal fatto che nella notte di Taranto mentre la Littorio colpita da tre siluri dopo cinque mesi era già tornata in servizio il Conte di Cavour colpito da un solo siluro non rientrò più in servizio e durante i lavori di riparazione, mai ultimati, erano stati previsti sostanziali potenziamenti dell'armamento antiaereo.

## Servizio dopo la ricostruzione
Al termine dei lavori di ricostruzione le due unità rientrarono in squadra raggiungendo la loro base di Taranto.
Il 5 maggio 1938 le due corazzate presero parte alla parata navale nel golfo di Napoli in occasione della visita di Hitler in Italia e fu proprio il Conte di Cavour ad ospitare a bordo Re Vittorio Emanuele III, Hitler e Mussolini.

### Seconda guerra mondiale

Il Conte di Cavour semisommersa dopo l'attacco di Taranto

Il 10 giugno 1940, giorno dell'entrata in guerra dell'Italia nel secondo conflitto mondiale, le due unità si trovavano a Taranto e facevano parte della V Divisione Corazzate, comandata dall'ammiraglio di squadra Bruno Brivonesi, nell'ambito della I Squadra Navale comandata dall'ammiraglio Inigo Campioni, con il Conte di Cavour ammiraglia di squadra e il Giulio Cesare ammiraglia di divisione. All'inizio del conflitto presero parte alla battaglia di Punta Stilo nel corso della quale il Giulio Cesare venne colpito dalla nave da battaglia britannica Warspite, nave ammiraglia di Sir Andrew Cunningham, ma i danni subiti non furono gravi.
Il 30 agosto successivo, le due corazzate, presero parte con gran parte delle unità della I Squadra ad un'azione di contrasto al tentativo inglese di rifornire Malta facendo giungere un convoglio da Alessandria d'Egitto, denominato dai britannici Operazione Hats. La Squadra Navale italiana, che vedeva per la prima volta l'impiego delle due nuovissime navi da battaglia della Classe Littorio, non riuscì però a venire a contatto del nemico, anche a causa di una violenta burrasca che costrinse al rientro le navi italiane non potendo i cacciatorpediniere reggere il mare.
Il Conte di Cavour venne gravemente danneggiato da un siluro lanciato da un aerosilurante britannico Swordfish nella notte di Taranto tra l'11 e il 12 novembre 1940 e recuperato alla fine del 1941 venne inviato a Trieste per riparazioni senza ritornare più in servizio attivo.
Il Giulio Cesare, dopo la notte di Taranto, il 27 novembre 1940 prese parte alla battaglia di Capo Teulada fino al 1942 venne assegnato a compiti di scorta ai convogli e dopo aver partecipato alla fine del 1941 alla prima battaglia della Sirte, all'inizio del 1942, ritenuto ormai obsoleto per missioni operative, venne inviato a Pola e utilizzato per compiti addestrativi.
Durante il conflitto effettuò 38 missioni di guerra, delle quali 8 per ricerca del nemico, 2 per scorta ai convogli e protezione del traffico nazionale, 14 per trasferimenti e 14 per esercitazioni, per un totale di 16.947 miglia percorse e 912 ore di moto effettuate.

### Armistizio e dopoguerra
In seguito alle vicende che seguirono l'armistizio, il Conte di Cavour venne catturato il 10 settembre 1943 mentre era ancora in riparazione dai tedeschi che però si disinteressarono di completare le riparazioni.

Il relitto del Conte di Cavour

Successivamente durante un bombardamento alleato su Trieste il 20 febbraio 1945 venne centrato da due bombe che creando uno squarcio causò un afflusso di acqua all'interno dello scafo che fece inclinare la nave che si ribaltò. La nave venne radiata ufficialmente il 27 febbraio 1947 e terminata la guerra, il suo relitto venne recuperato tra il 1950 e il 1952 per essere demolito.

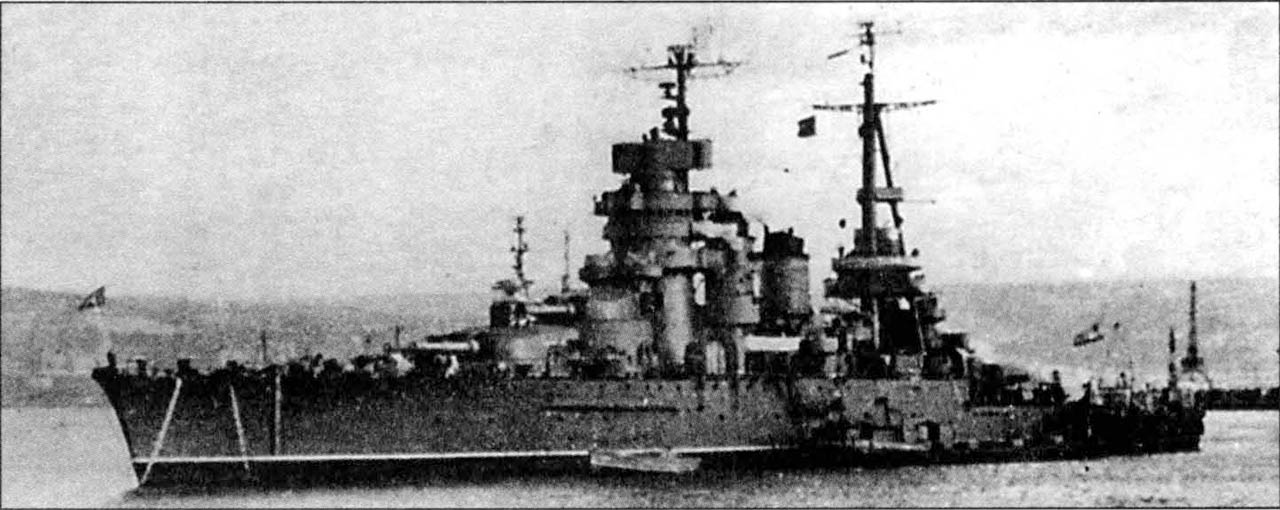
Il Giulio Cesare nel 1950 dopo la cessione ai sovietici

Il Giulio Cesare dopo l'armistizio dell'8 settembre 1943, a seguito delle clausole armistiziali, seguì a Malta il resto della flotta, ritornando a Taranto il 28 giugno 1944. Al termine della guerra venne ceduto, in ottemperanza alle clausole del trattato di pace, all'Unione Sovietica nel 1949. come risarcimento per danni di guerra.
Durante il servizio nella Marina Sovietica venne ribattezzato con il nome di Novorossijsk e assegnato alla base Sebastopoli come ammiraglia della Flotta del Mar Nero. Successivamente venne utilizzato come vascello di addestramento per artiglieri e sottoposto a vari cicli di lavori per manutenzione ed ammodernamento. Gli ammodernamenti più significativi avvennero nel 1953 e videro la sostituzione dei gruppi turboriduttori e la sostituzione dell'armamento antiaereo secondario con materiale di fabbricazione sovietica e l'installazione di radar ed apparati di comunicazione.
La notte tra il 28 e il 29 ottobre 1955 mentre era ancorato nella baia di Sebastopoli, in seguito ad un'esplosione, affondò causando la morte di 608 marinai, la maggior parte dei quali si trovavano all'interno dei compartimenti della nave, in quello che fu il più grande disastro nella storia navale russa.